# Нуайель-су-Ланс (кантон)
Нуайель-су-Ланс (фр. Noyelles-sous-Lens) — упраздненный кантон во Франции, регион Нор-Па-де-Кале, департамент Па-де-Кале. Входил в состав округа Ланс.
В состав кантона входили коммуны (население по данным Национального института статистики за 2009 г.):
- Бийи-Монтиньи (8 104 чел.)
- Нуайель-су-Ланс (6 957 чел.)
- Фукьер-ле-Ланс (6 541 чел.)

## Экономика
Структура занятости населения:
- сельское хозяйство — 0,0 %
- промышленность — 8,9 %
- строительство — 7,1 %
- торговля, транспорт и сфера услуг — 56,5 %
- государственные и муниципальные службы — 27,5 %

## Политика
На президентских выборах 2012 г. жители кантона отдали в 1-м туре Марин Ле Пен 32,2 % голосов против 29,0 % у Франсуа Олланда и 14,6 % у Николя Саркози, во 2-м туре в кантоне победил Олланд, получивший 62,9 % голосов (2007 г. 1 тур: Сеголен Руаяль — 25,4 %; Саркози — 22,4 %. 2 тур: Руаяль — 55,6 %). На выборах в Национальное собрание в 2012 г. по 3-му избирательному округу департамента Па-де-Кале они поддержали кандидата Социалистической партии Ги Делькура, набравшего 28,8 % голосов в 1-м туре и 57,8 % — во 2-м туре. (2007 г. 13-й округ. Ги Делькур (СП): 1 тур — 31,0 %, 2 тур — 66,2 %). На региональных выборах 2010 года в 1-м туре победил список социалистов, собравший 33,1 % голосов против 24,7 % у Национального фронта, 16,3 % у коммунистов и 7,0 % у списка «правых». Во 2-м туре единый «левый список» с участием социалистов, коммунистов и «зелёных» во главе с Президентом регионального совета Нор-Па-де-Кале Даниэлем Першероном получил 57,7 % голосов, Национальный фронт Марин Ле Пен занял второе место с 30,8 %, а «правый» список во главе с сенатором Валери Летар с 11,5 % финишировал третьим.
|  | Кандидат    | Партия                  | % голосов |
|  | ----------- | ----------------------- | --------- |
|  | Бруно Трони | Коммунистическая партия | 100,00    |

|  | Кандидат       | Партия                    | % голосов |
|  | -------------- | ------------------------- | --------- |
|  | Бруно Трони    | Коммунистическая партия   | 33,54     |
|  | Мишель Буше    | Социалистическая партия   | 29,53     |
|  | Жозеф Габриель | Национальный фронт        | 11,19     |
|  | Рафаэль Люш    | Зеленые                   | 10,18     |
|  | Жозе Эврар     | Экологи                   | 8,04      |
|  | Жак Хузо       | Союз за народное движение | 7,53      |